# Campionato Primavera 2017-2018 (calcio femminile)
L'edizione 2017-2018 è stata la diciannovesima nella storia del Campionato Primavera Femminile. Ha visto la vittoria della Pink Sport Time per la prima volta nella sua storia, vincitrice in finale sulla Juventus per 4-3.

## Formula
La Fase Nazionale si svolge con accoppiamenti e triangolare a carattere di viciniorietà. Le squadre degli accoppiamenti si incontrano in gare di andata e ritorno, mentre quelle nel triangolare si incontrano in gare di sola andata. Le squadre vincenti i rispettivi raggruppamenti accedono alla fase successiva e così di seguito fino alle semifinali e finali. La gara di finale è disputata in unica gara. Per la gara di finale, in caso di parità di punteggio, per determinare la squadra vincente si dà luogo all’ esecuzione dei tiri di rigore con le modalità stabilite dalla regola 7 delle Regole del Giuoco. L’ordine di svolgimento delle gare viene stabilito da apposito sorteggio effettuato dal Dipartimento Calcio Femminile; per i turni successivi viene sin da ora stabilito che disputa la successiva gara in casa la squadra che, nel precedente turno ha disputato la prima gara in trasferta e viceversa. Nel caso che entrambe le squadre interessate abbiano, invece, disputato la prima gara del precedente turno in casa o in trasferta, l’ordine di svolgimento è stabilito per sorteggio effettuato dal Dipartimento..

## Limiti di età
Le Società partecipanti devono essere esclusivamente formate da calciatrici nate dal 1º gennaio 1999 in poi, e che, comunque abbiano compiuto il 14º anno di età, regolarmente tesserate per le rispettive Società nella stagione in corso. È consentito l’impiego di due atlete fuori quota, nate dal 1º gennaio 1998. L’inosservanza delle predette disposizioni sarà punita con la sanzione della perdita della gara prevista dall’art. 17, comma 5 del Codice di Giustizia Sportiva. Si ricorda che in deroga a quanto previsto dall'art. 34, comma 1, delle N.O.I.F., le Società partecipanti con più squadre a Campionati diversi possono schierare in campo, nelle gare di Campionato di categoria inferiore, le calciatrici indipendentemente dal numero delle gare eventualmente disputate dagli stessi nella squadra che partecipa al Campionato di categoria superiore..

## Partecipanti
In questa stagione, sono state 9 le squadre ammesse alla fase finale dai rispettivi campionati regionali.
- Virtus Partenope
- Sassuolo
- Res Roma
- Amicizia Lagaccio
- Inter Milano
- Juventus
- Pink Sport Time
- Fiorentina
- AGSM Verona

Le 9 squadre partecipanti sono state divise in 3 accoppiamenti e 1 triangolare.
Per gli accoppiamenti sono previste gare di andata e ritorno ad eliminazione diretta. Sono attribuiti punti tre in caso di vittoria, punti uno in caso di parità e punti zero in caso di sconfitta. La squadra prima classificata pe rogni accoppiamento accede alla fase ad eliminazione diretta.
Ogni squadra disputa nel girone triangolare due gare (una in casa ed una in trasferta): al termine delle tre giornate, la prima classificata accede alla fase ad eliminazione diretta.
Le semifinali si disputano in gare di andata e ritorno, mentre la finalissima si disputa in gara secca su campo neutro.

## Fase nazionale

### Fase a gironi
Le gare si disputano nei giorni 27 e 30 maggio e 3 giugno 2018.

#### Triangolare 1
| Squadra             | P.ti | G | V | N | P | GF | GS | DR  |
| ------------------- | ---- | - | - | - | - | -- | -- | --- |
| 1. Pink Sport Time  | 6    | 2 | 2 | 0 | 0 | 11 | 0  | +11 |
| 2. Res Roma         | 3    | 2 | 1 | 0 | 1 | 7  | 1  | +6  |
| 3. Virtus Partenope | 0    | 2 | 0 | 0 | 2 | 0  | 17 | -17 |

|                  | PST   | RRO   | VPA    |
| Pink Sport Time  |       |       | 10 - 0 |
| Res Roma         | 0 - 1 |       |        |
| Virtus Partenope |       | 0 - 7 |        |

#### Accoppiamento 1
| Squadra       | P.ti | G | V | N | P | GF | GS | DR |
| ------------- | ---- | - | - | - | - | -- | -- | -- |
| 1. Fiorentina | 6    | 2 | 2 | 0 | 0 | 7  | 1  | +6 |
| 2. Sassuolo   | 0    | 2 | 0 | 0 | 2 | 1  | 7  | -6 |

|            | FIO   | SAS   |
| Fiorentina |       | 4 - 0 |
| Sassuolo   | 1 - 3 |       |

#### Accoppiamento 2
| Squadra              | P.ti | G | V | N | P | GF | GS | DR  |
| -------------------- | ---- | - | - | - | - | -- | -- | --- |
| 1. Juventus          | 6    | 2 | 2 | 0 | 0 | 25 | 2  | +23 |
| 2. Amicizia Lagaccio | 0    | 2 | 0 | 0 | 2 | 2  | 25 | -23 |

|                   | AML    | JUV    |
| Amicizia Lagaccio |        | 2 - 11 |
| Juventus          | 14 - 0 |        |

#### Accoppiamento 3
| Squadra         | P.ti | G | V | N | P | GF | GS | DR |
| --------------- | ---- | - | - | - | - | -- | -- | -- |
| 1. Inter Milano | 6    | 2 | 2 | 0 | 0 | 3  | 0  | +3 |
| 2. AGSM Verona  | 0    | 2 | 0 | 0 | 2 | 0  | 3  | -3 |

|              | AGV   | INM   |
| AGSM Verona  |       | 0 - 2 |
| Inter Milano | 1 - 0 |       |

### Semifinali
| Squadra 1  | Totale | Squadra 2       | Andata | Ritorno |
| ---------- | ------ | --------------- | ------ | ------- |
| Fiorentina | 2 - 7  | Pink Sport Time | 2 - 4  | 0 - 3   |
| Juventus   | 5 - 4  | Inter Milano    | 4 - 2  | 1 - 2   |

#### Andata
| Firenze 10 giugno 2018, ore 15:30 CEST Semifinale                              | Fiorentina | 2 – 4                        | Pink Sport Time | Stadio comunale Gino Bozzi |
| \| \| \| \| \| Brazil Severini \| Marcatori \| Parascandolo Manno Serturini \| |            |                              |                 |                            |
|                                                                                |            |                              |                 |                            |
| Brazil Severini                                                                | Marcatori  | Parascandolo Manno Serturini |                 |                            |

| Vinovo 10 giugno 2018, ore 15:30 CEST Semifinale                                   | Juventus  | 4 – 2 referto  | Inter Milano | Juventus Center |
| \| \| \| \| \| Devoto Glionna Puglisi Di Stefano \| Marcatori \| Merlo Bragonzi \| |           |                |              |                 |
|                                                                                    |           |                |              |                 |
| Devoto Glionna Puglisi Di Stefano                                                  | Marcatori | Merlo Bragonzi |              |                 |

#### Ritorno
| Bitetto 17 giugno 2018, ore 15:30 CEST Semifinale                   | Pink Sport Time | 3 – 0 | Fiorentina | CS Comunale "Antonacci" |
| \| \| \| \| \| Serturini Parascandolo Montemurro \| Marcatori \| \| |                 |       |            |                         |
|                                                                     |                 |       |            |                         |
| Serturini Parascandolo Montemurro                                   | Marcatori       |       |            |                         |

| Milano 17 giugno 2018, ore 17:30 CEST Semifinale               | Inter Milano | 2 – 1   | Juventus | Centro Sportivo G. Facchetti |
| \| \| \| \| \| Marinelli Bonfantini \| Marcatori \| Glionna \| |              |         |          |                              |
|                                                                |              |         |          |                              |
| Marinelli Bonfantini                                           | Marcatori    | Glionna |          |                              |

### Finale
| Arbitro: | Deborah Bianchi (Prato) |

|                                |           |                                           |
| Devoto pt’ Di Stefano pt’, pt’ | Marcatori | pt’, st’ Serturini st’ Quazzico st’ Manno |